# Водонапорная башня (Уфа)
Водонапорная башня городского водопровода (разг. Водокачка) — заброшенный объект культурного наследия в городе Уфе, построенная на самой высокой точке Новой Уфы — 150 м (181 м) — для снабжения её водой по водопроводу. Единственный сохранившийся объект первого городского водопровода и водозабора Уфимской губернии.
С площадки возле башни открывается вид на Дёмский железнодорожный мост и поймы рек Белой и Дёмы: в 1950-х годах возле башни установили беседку.
Проект музея уфимского водопровода на базе башни так и не был реализован, несмотря на обещания мэра И. И. Ялалова в 2012 году восстановить башню, когда дал поручение Уфаводоканалу построить в ней музей городского водопровода.
К 450-летию города Уфы существует проект «Перезагрузка обсерватории» Московского центра урбанистики, по которому в башне должны расположится планетарий, киноклуб и научно-развлекательное пространство с тематическим кафе, на примере проекта редевелопмента водонапорной башни в Щербинке. При этом, про сохранение архитектуры и здания башни не уточняется.

## Описание
Восьмиугольное четырёхъярусное здание: первые три яруса выстроены в кирпичном стиле с элементами эклектики, четвёртый — деревянный (не сохранился), где располагался металлический котёл. Ниже первого яруса

## История

### Строительство и эксплуатация
В начале XIX века в Уфе воду забирали только в одном месте — у Оренбургской переправы — откуда её развозили водовозы. Сама река Белая удалена от Новой Уфы, а колодезная вода же не годилась в качестве питьевой.
В конце 1880-х годов создана специальная постоянная водопроводная комиссия, и в начале 1898 года Уфимская городская дума обратилась к правительству с просьбой разрешить выпуск облигационного займа на 300 тыс. рублей сроком на 37 лет.

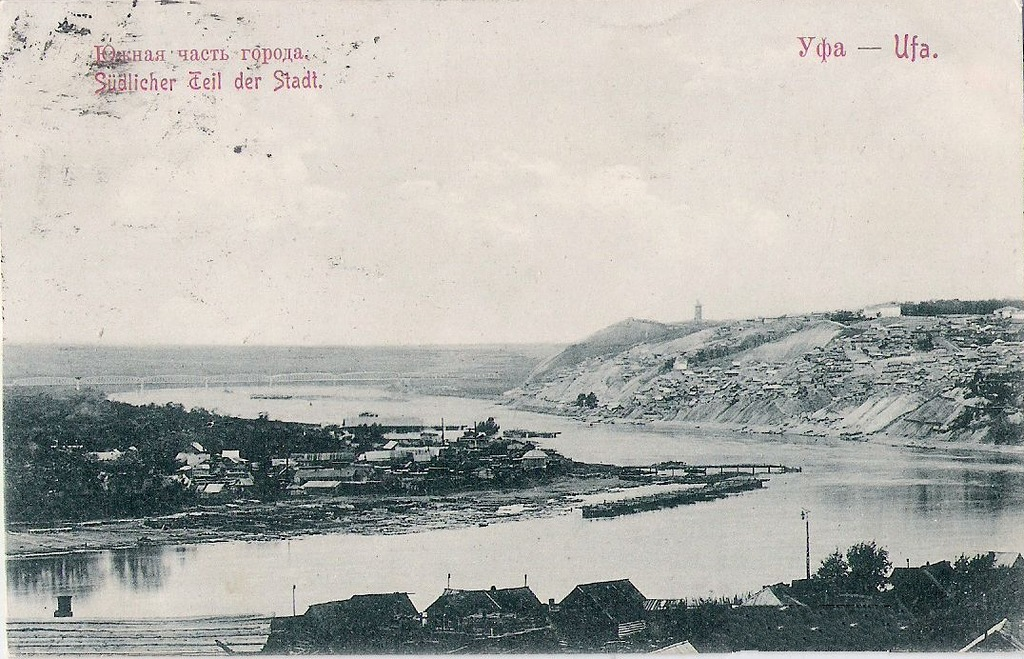
Вид южной части Уфы: правее в центре — водонапорная башня

По проекту инженера С. Х. Кирпичникова, в ноябре 1898 года пробурена первая скважина естественной фильтрации в гравиальных речных отложениях Бельского водозабора на правом берегу реки Белой. Проект предусматривал водопровод более чем на 20 вёрст и средний расход воды в 200 тыс. вёдер в сутки. В декабре 1898 года Постановлением водопроводной комиссии определено установить четыре водоразборных бочки и 20 ручных водоразборов.
На деньги от реализации займа, в 1899—1900 годах построена водопроводная башня, а в 1901 году проложен сам водопровод. Вода из здания паровой насосной станции, где топливом для водогрейных котлов были дрова, под давлением поднималась по деревянным и чугунным трубам, проложенными вверх по крутому склону, и выводилась в котёл внутри башни. Дальше вода из котла самотёком по разводящей сети водопровода подавалась в водяные будки, откуда производилась её раздача горожанам. Для обслуживания системы сооружена лестница от насосной станции к башне; к юго-востоку от водонапорной башни, для проживания рабочих, обслуживающих башню и водопровод, построено кирпичное одноэтажное здание (ныне — полностью перестроено; Алтайская улица, 1).
За сооружение Бельского водозабора, насосной станции, башни и прокладку водопровода отвечал инженер проекта С. Х. Кирпичников, а за установку котлов и машин — инженер Н. В. Коншин, который ранее построил первую электростанцию в городе. 13 июня 1901 года Уфимская городская дума приняла в эксплуатацию водонапорную башню и первую очередь водопровода протяжённостью около 5 вёрст (5,3 км), и водозабор мощностью 110 тыс. вёдер в сутки.
В начале 1920-х годов протяжённость водопровода была 25 км, а с конца 1930-х годов водопроводная сеть покрыла весь центр города. Вплоть до 1940-х годов вода в водоразборных будках оставалась платной. Башня по назначению использовалась до 1963 года, а в 1964 году выведена из эксплуатации вся насосная станции; позже сгорел верхний деревянный ярус. После был установлен купол для обсерватории.

### Обсерватория
В 1957 году в башне сотрудниками и студентами физико-математического факультета БашГУ организована обсерватория для наблюдения и контроля — оптико-визуальная станция за искусственными спутниками Земли, проработавшая до 1976 года. Основная задача — определение координат и времени прохождения ИСЗ, по которым в Астрономическом совете АН СССР уточнялось и корректировалось движение ИСЗ в атмосфере.
Первым начальником станции наблюдения стал преподаватель Д. Т. Емасов: на станцию был перенесен телескоп производства фирмы «Карл Цейс, Йена» с диаметром объективов линз 9,5 и 6,5 см; имела 30 астрономических трубок АТ‑1 и телескоп АЗТ‑9. В обсерватории также работали преподаватели и студенты К. П. Краузе, В. С. Сулейманов, Ю. В. Ергин.
В начале 1980‑х годов, после прекращения работы станции, телескоп и башня служили базой для проведения учебных наблюдений студентами БашГУ. Позднее всё оборудование вывезено и передано Уфимскому планетарию.

### Нынешнее состояние
В конце 1980-х — начале 1990-х годов башня стала приходить в запустение и становиться заброшенной: по воспоминаниям старожилов, в эти же годы были варварски вырезаны клёпаный котёл и механизмы, и сданы в металлолом. С 2000-х годов башня и прилегающая территория стала замусориваться и превращаться в помойку.
В 2021 году башня внесена как объект культурного наследия регионального значения в реестр объектов культурного наследия России. Башня бесхозна и заброшена.

## Галерея

Нынешнее состояние
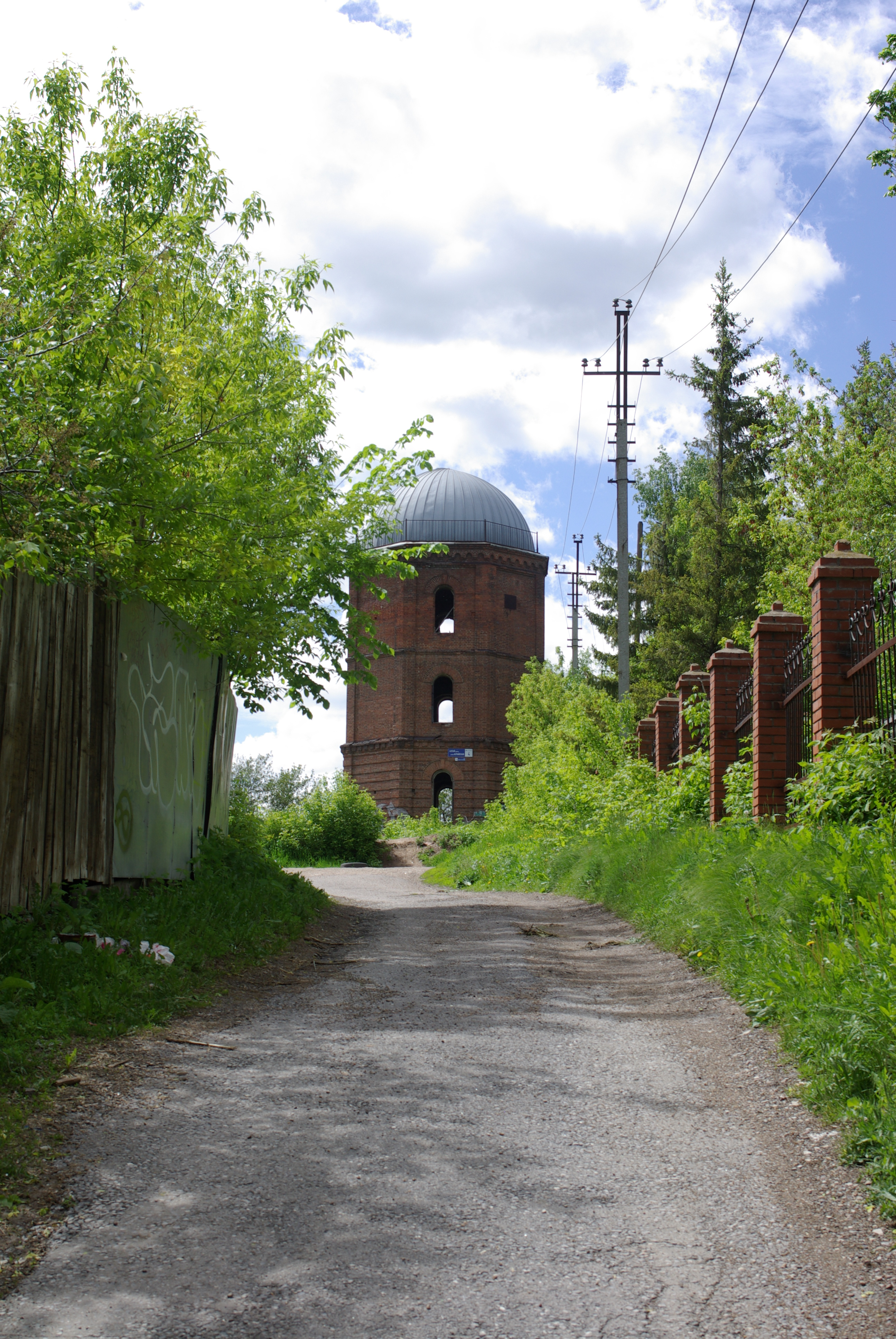
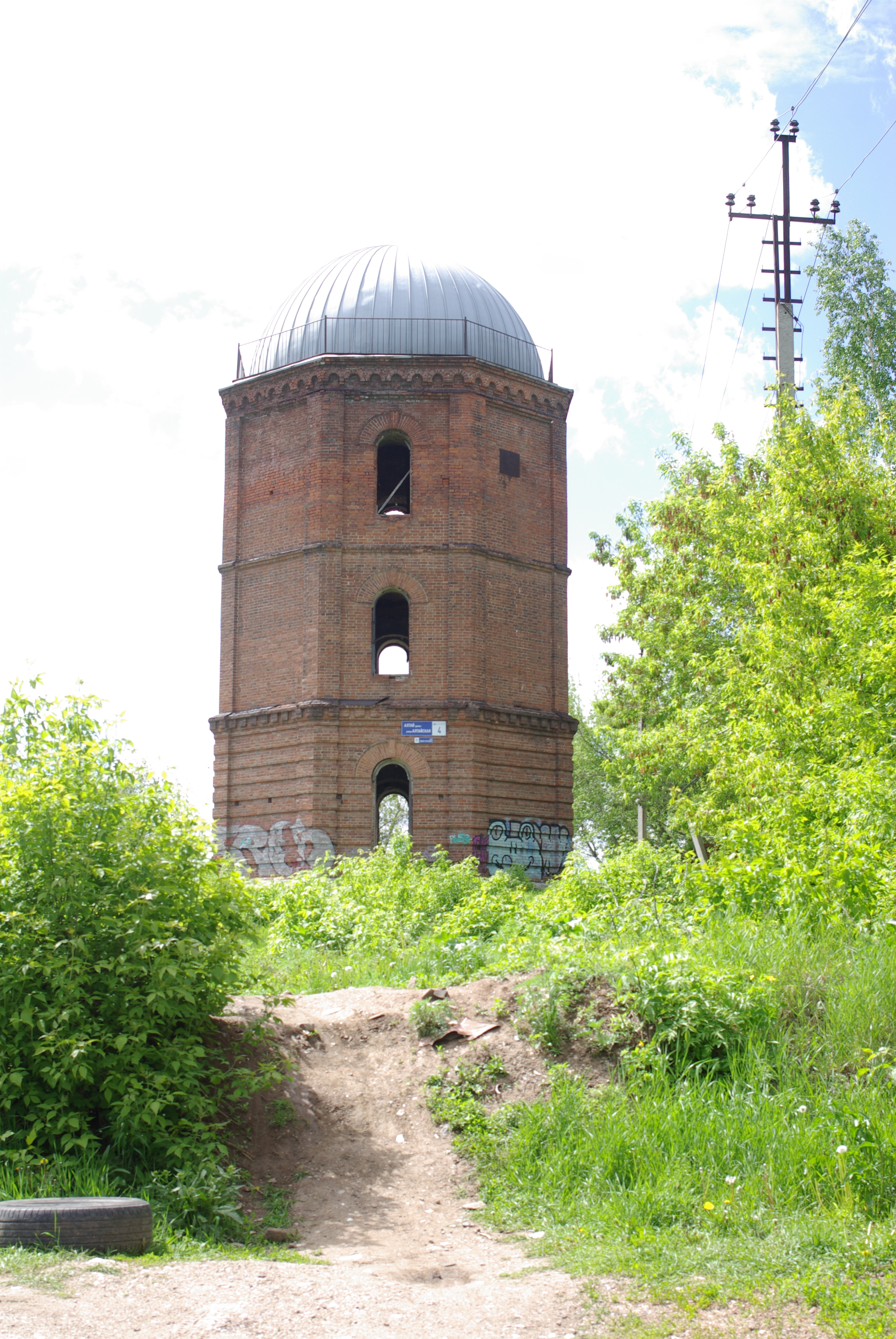
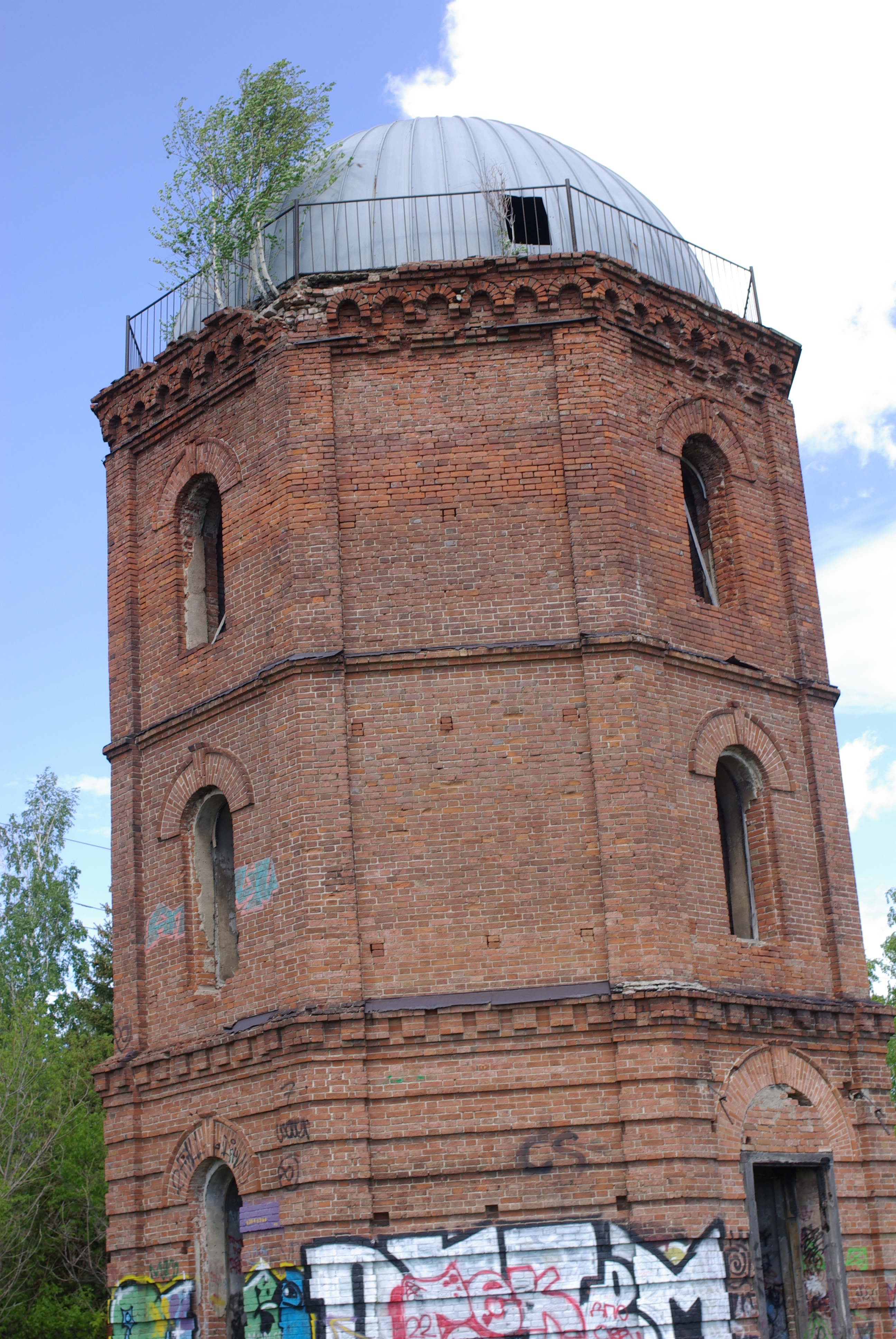
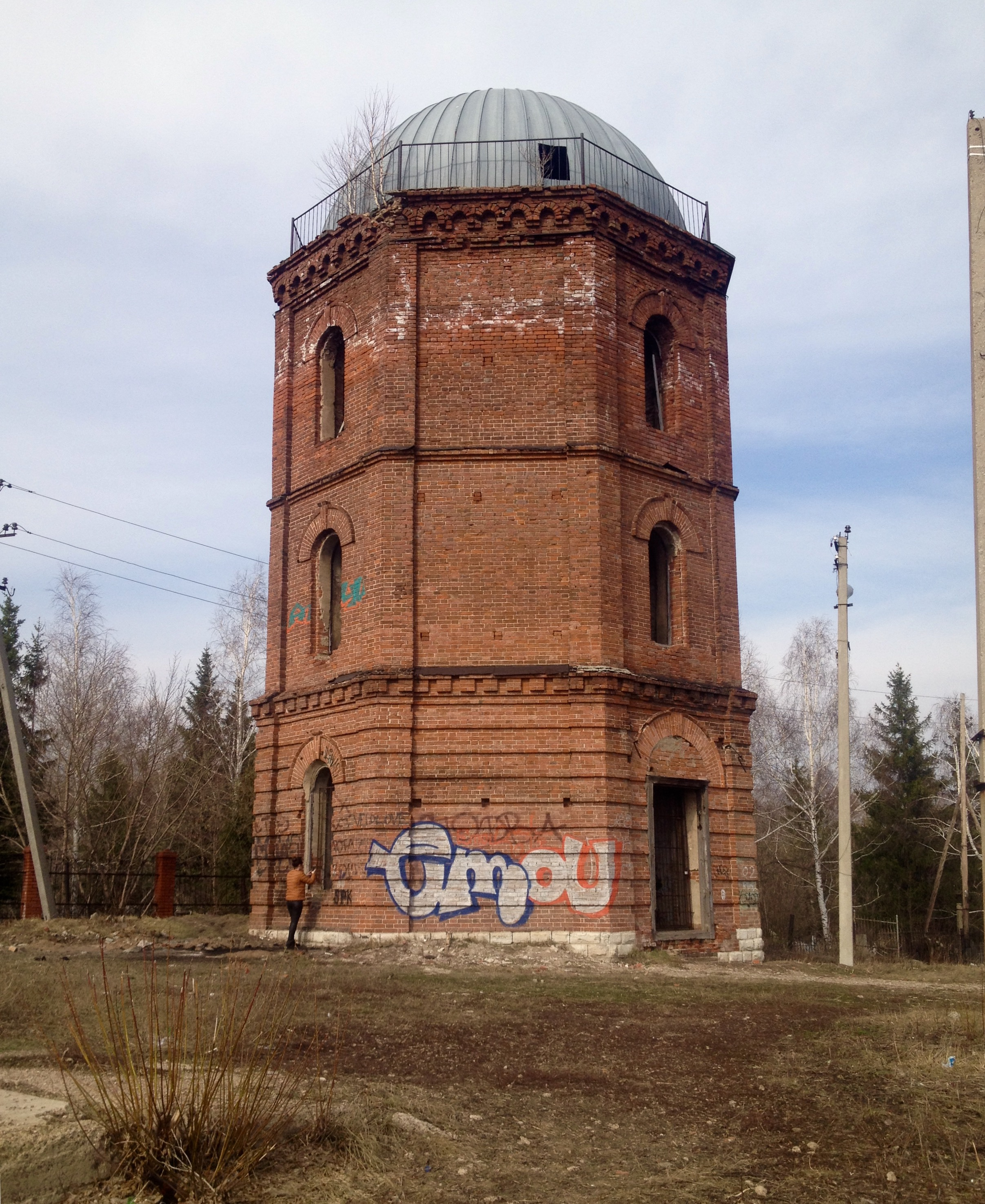